# Scaphinotus interruptus
Scaphinotus interruptus är en skalbaggsart som beskrevs av Ménétriés. Scaphinotus interruptus ingår i släktet Scaphinotus och familjen jordlöpare. Inga underarter finns listade i Catalogue of Life.